# Tweede divisie (mannenhandbal) 2018/19
De tweede divisie is de op twee na hoogste afdeling van het Nederlandse handbal bij de heren op landelijk niveau. De tweede divisie bestaat uit twee gelijkwaardige onafhankelijke groepen/competities (A en B), elk bestaande uit twaalf teams met een eigen kampioen en degradanten.

## Opzet
- De twee kampioenen promoveren rechtstreeks naar de eerste divisie (mits er niet al een hogere ploeg van dezelfde vereniging in de eerste divisie speelt).
- De ploegen die als een-na-laatste (elfde) en laatste (twaalfde) eindigen degraderen rechtstreeks naar de hoofdklasse.

Er promoveren dus 2 ploegen, en er degraderen 4 (gelijk aan het aantal hoofdklassen bij de heren) ploegen.

## Tweede divisie A

### Teams
| Ploeg                          | Plaats        | Provincie     | Hal                   |
| ------------------------------ | ------------- | ------------- | --------------------- |
| C.S.V. Handbal                 | Castricum     | Noord-Holland | de Bloemen / de Lelie |
| H.H.V. Donar                   | Hengelo       | Overijssel    | Sporthal Veldwijk     |
| Yourlease/Eemland              | Soest         | Utrecht       | Beukendal             |
| Hellas 2                       | Den Haag      | Zuid-Holland  | Hellashal             |
| Nieuwegein Houten Combinatie 2 | Nieuwegein    | Utrecht       | Galecop               |
| Reehorst                       | Ede           | Gelderland    | de Reehorst           |
| Ha-STU                         | Nijmegen      | Gelderland    | Radbout Sportcentrum  |
| Tonegido                       | Anna Paulowna | Noord-Holland | de Wieringen          |
| UGHV                           | Ulft          | Gelderland    | de IJsselweide        |
| Buro Hollema/Unitas            | Rolde         | Drenthe       | De Boerhoorn          |
| U.S.                           | Amsterdam     | Noord-Holland | de Pijp               |
| B&B Healthcare/WHC-Hercules 2  | Den Haag      | Zuid-Holland  | Loosduinen            |

### Stand
| Pos | Team                           | Wed | W  | G | V  | Ptn | DV  | DT  | +/−  | Opmerking                         |
| --- | ------------------------------ | --- | -- | - | -- | --- | --- | --- | ---- | --------------------------------- |
| 1   | Yourlease/Eemland (K, P)       | 22  | 17 | 0 | 5  | 34  | 653 | 557 | +96  | Promoveert naar de eerste divisie |
| 2   | U.S.                           | 22  | 15 | 1 | 6  | 31  | 618 | 524 | +94  |                                   |
| 3   | Buro Hollema/Unitas            | 22  | 15 | 0 | 7  | 30  | 657 | 570 | +87  |                                   |
| 4   | Reehorst                       | 22  | 12 | 1 | 9  | 25  | 591 | 553 | +38  |                                   |
| 5   | UGHV                           | 22  | 11 | 2 | 9  | 24  | 688 | 670 | +18  |                                   |
| 6   | B&B Healthcare/WHC-Hercules 2  | 22  | 10 | 3 | 9  | 23  | 609 | 619 | −10  |                                   |
| 7   | Tonegido                       | 22  | 10 | 1 | 11 | 21  | 571 | 557 | +14  |                                   |
| 8   | Ha-STU                         | 22  | 9  | 2 | 11 | 20  | 607 | 627 | −20  |                                   |
| 9   | Hellas 2                       | 22  | 10 | 0 | 12 | 20  | 560 | 586 | −26  |                                   |
| 10  | Nieuwegein Houten Combinatie 2 | 22  | 8  | 1 | 13 | 17  | 564 | 612 | −48  |                                   |
| 11  | H.H.V. Donar (R)               | 22  | 6  | 2 | 14 | 14  | 582 | 612 | −30  | Degradeert naar de hoofdklasse    |
| 12  | C.S.V. Handbal (R)             | 22  | 2  | 1 | 19 | 5   | 451 | 664 | −213 | Degradeert naar de hoofdklasse    |

### Uitslagen
| Thuis \ Uit                    | CSV   | DON   | EEM   | HEL   | NHC   | REE   | STU   | TNG   | UGH   | UNI   | US    | W&H   |
| ------------------------------ | ----- | ----- | ----- | ----- | ----- | ----- | ----- | ----- | ----- | ----- | ----- | ----- |
| C.S.V. Handbal                 |       | 25–22 | 22–24 | 19–28 | 30–26 | 18–32 | 24–30 | 19–29 | 26–27 | 21–34 | 20–21 | 25–25 |
| H.H.V. Donar                   | 27–22 |       | 24–25 | 34–22 | 17–21 | 27–27 | 24–25 | 27–25 | 32–19 | 32–19 | 26–31 | 34–27 |
| Yourlease/Eemland              | 32–16 | 42–24 |       | 31–25 | 28–27 | 34–23 | 32–26 | 30–24 | 45–36 | 30–23 | 20–28 | 36–30 |
| Hellas 2                       | 35–13 | 30–23 | 21–20 |       | 23–29 | 32–20 | 27–20 | 19–18 | 28–32 | 34–19 | 26–28 | 32–27 |
| Nieuwegein Houten Combinatie 2 | 34–15 | 35–23 | 35–41 | 19–23 |       | 20–29 | 29–24 | 29–32 | 36–36 | 30–25 | 24–22 | 23–29 |
| Reehorst                       | 24–17 | 32–23 | 20–18 | 38–24 | 18–30 |       | 27–23 | 30–20 | 38–31 | 26–29 | 21–26 | 26–22 |
| Ha-STU                         | 37–19 | 34–33 | 29–32 | 46–33 | 31–20 | 23–32 |       | 33–27 | 24–30 | 22–31 | 30–27 | 26–26 |
| Tonegido                       | 24–18 | 31–30 | 26–25 | 26–17 | 32–11 | 23–27 | 27–25 |       | 34–33 | 20–28 | 24–27 | 34–18 |
| UGHV                           | 35–21 | 34–34 | 27–28 | 34–16 | 30–21 | 36–32 | 25–31 | 31–27 |       | 40–35 | 27–35 | 37–27 |
| Buro Hollema/Unitas            | 36–25 | 42–26 | 24–33 | 36–24 | 34–23 | 22–20 | 39–19 | 26–20 | 34–26 |       | 31–21 | 35–29 |
| U.S.                           | 37–22 | 23–22 | 24–25 | 25–17 | 36–17 | 29–24 | 34–20 | 23–23 | 29–31 | 26–23 |       | 41–25 |
| B&B Healthcare/WHC-Hercules 2  | 45–14 | 21–18 | 23–22 | 29–24 | 34–25 | 26–25 | 29–29 | 31–25 | 37–31 | 23–32 | 26–25 |       |

## Tweede divisie B

### Teams
| Ploeg                     | Plaats                 | Provincie     | Hal                  |
| ------------------------- | ---------------------- | ------------- | -------------------- |
| Apollo                    | Son                    | Noord-Brabant | de Landing           |
| Delta Sport/E.O.C.        | Zierikzee - Middelburg | Zeeland       | Laco Duiveland       |
| DWS                       | Schiedam               | Zuid-Holland  | Groenoordhal         |
| Habo '95                  | Boekel                 | Noord-Brabant | De Burcht            |
| Helius                    | Hellevoetsluis         | Zuid-Holland  | De Fazant            |
| Hellas 3                  | Den Haag               | Zuid-Holland  | Hellashal            |
| Oliveo                    | Pijnacker              | Zuid-Holland  | Het Nest             |
| Quintus 3                 | Kwintsheul             | Zuid-Holland  | Eekhout Hal          |
| Rapiditas                 | Weert                  | Limburg       | Aan de Bron          |
| Snelwiek                  | Rotterdam              | Zuid-Holland  | Albeda College       |
| WPK/Westlandia            | Naaldwijk              | Zuid-Holland  | Sportcentrum De Pijl |
| handbalshop.nl/Witte Ster | Waspik                 | Noord-Brabant | Sportcentrum Waspik  |

### Stand
| Pos | Team                      | Wed | W  | G | V  | Ptn | DV  | DT  | +/−  | Opmerking                         |
| --- | ------------------------- | --- | -- | - | -- | --- | --- | --- | ---- | --------------------------------- |
| 1   | DWS (K, P)                | 22  | 15 | 4 | 3  | 34  | 716 | 609 | +107 | Promoveert naar de eerste divisie |
| 2   | Oliveo                    | 22  | 15 | 2 | 5  | 32  | 721 | 625 | +96  |                                   |
| 3   | handbalshop.nl/Witte Ster | 22  | 15 | 2 | 5  | 32  | 639 | 555 | +84  |                                   |
| 4   | Habo '95                  | 22  | 15 | 0 | 7  | 30  | 614 | 580 | +34  |                                   |
| 5   | Quintus 3                 | 22  | 11 | 3 | 8  | 25  | 642 | 602 | +40  |                                   |
| 6   | Hellas 3                  | 22  | 11 | 3 | 8  | 25  | 606 | 598 | +8   |                                   |
| 7   | Rapiditas                 | 22  | 11 | 2 | 9  | 24  | 628 | 605 | +23  |                                   |
| 8   | Apollo                    | 22  | 9  | 1 | 12 | 19  | 598 | 659 | −61  |                                   |
| 9   | WPK/Westlandia            | 22  | 6  | 1 | 15 | 13  | 642 | 674 | −32  |                                   |
| 10  | Snelwiek                  | 22  | 6  | 0 | 16 | 12  | 621 | 717 | −96  |                                   |
| 11  | Helius (R)                | 22  | 5  | 0 | 17 | 10  | 510 | 606 | −96  | Degradeert naar de hoofdklasse    |
| 12  | Delta Sport/E.O.C. (R)    | 22  | 4  | 0 | 18 | 8   | 537 | 644 | −107 | Degradeert naar de hoofdklasse    |

### Uitslagen
| Thuis \ Uit               | APO   | DEL   | DWS   | HAB   | HLS   | HEL   | OLI   | QUI   | RAP   | SNE   | WLA   | WST   |
| ------------------------- | ----- | ----- | ----- | ----- | ----- | ----- | ----- | ----- | ----- | ----- | ----- | ----- |
| Apollo                    |       | 27–25 | 30–38 | 22–28 | 25–16 | 20–24 | 30–42 | 29–25 | 32–30 | 41–23 | 34–30 | 30–26 |
| Delta Sport/E.O.C.        | 28–24 |       | 32–38 | 20–25 | 23–24 | 24–20 | 34–35 | 20–26 | 24–27 | 33–31 | 26–22 | 26–39 |
| DWS                       | 39–25 | 37–14 |       | 27–29 | 32–27 | 40–29 | 35–24 | 35–32 | 32–24 | 37–25 | 33–29 | 23–23 |
| Habo '95                  | 27–20 | 30–22 | 33–30 |       | 33–22 | 29–23 | 32–29 | 22–19 | 32–24 | 42–27 | 40–33 | 21–19 |
| Helius                    | 26–27 | 23–21 | 20–25 | 31–28 |       | 31–17 | 25–30 | 21–24 | 20–31 | 26–31 | 23–33 | 25–28 |
| Hellas 3                  | 29–20 | 27–19 | 31–31 | 27–22 | 29–24 |       | 34–33 | 20–30 | 25–30 | 31–20 | 32–27 | 28–22 |
| Oliveo                    | 43–32 | 31–21 | 36–38 | 32–26 | 26–21 | 32–32 |       | 29–27 | 35–23 | 37–22 | 31–21 | 39–20 |
| Quintus 3                 | 27–27 | 30–23 | 33–33 | 37–24 | 29–23 | 32–37 | 37–37 |       | 35–30 | 34–27 | 23–18 | 23–25 |
| Rapiditas                 | 26–27 | 32–28 | 24–24 | 25–17 | 31–19 | 34–33 | 27–34 | 30–25 |       | 40–25 | 24–19 | 26–26 |
| Snelwiek                  | 35–23 | 27–24 | 35–37 | 37–33 | 25–18 | 27–32 | 21–22 | 26–31 | 29–33 |       | 39–34 | 29–30 |
| WPK/Westlandia            | 36–27 | 41–25 | 31–34 | 24–29 | 26–30 | 26–26 | 32–34 | 31–36 | 33–31 | 36–34 |       | 25–22 |
| handbalshop.nl/Witte Ster | 36–26 | 28–25 | 23–18 | 30–12 | 32–15 | 25–20 | 35–30 | 35–27 | 31–26 | 43–26 | 41–35 |       |

## Extra promotie
Door het besluit van Sittardia om zich voor volgend seizoen terug te trekken uit de Eerste divisie, ontstond er een open plaats in de Eerste divisie en kon daardoor een extra team uit de Tweede divisie promoveren. Hiervoor kwamen de als tweede geëindigde ploegen U.S. en Oliveo in aanmerking. Gebruikelijk is dat de twee ploegen in een onderling duel beslissen wie de eer te beurt valt. Echter daar U.S. geen interesse in een promotie had, was Oliveo de gelukkige.

## Rangorde wedstrijden
Voor het geval er naast Sittardia nog een andere ploeg zich uit de Eerste divisie zou terugtrekken, zijn er rangorde gespeeld om te bepalen wie in geval het eerste recht van promotie zou hebben. Aan deze wedstrijden mochten de beide nummers 3 uit Tweede divisies en de nummer 13 uit de Eerste divisie deelnemen.
Deze 3 ploegen hebben op één dag op neutraal terrein (de Bloemhof te Aalsmeer), onderling een halve competitie van ingekorte wedstrijden (2x 20 minuten) gespeeld.

### Teams
| Positie | Team                      | Opmerking        |
| ------- | ------------------------- | ---------------- |
| No. 13  | E&O 2                     | Eerste divisie   |
| No. 3   | Buro Hollema/Unitas       | Tweede divisie A |
| No. 3   | handbalshop.nl/Witte Ster | Tweede divisie B |

### Stand
| Pos | Team                      | Wed | W | G | V | Ptn | DV | DT | +/− |
| --- | ------------------------- | --- | - | - | - | --- | -- | -- | --- |
| 1   | Buro Hollema/Unitas       | 2   | 1 | 1 | 0 | 3   | 48 | 47 | +1  |
| 2   | handbalshop.nl/Witte Ster | 2   | 0 | 2 | 0 | 2   | 43 | 43 | 0   |
| 3   | E&O 2                     | 2   | 0 | 1 | 1 | 1   | 44 | 45 | −1  |

### Uitslagen
| Thuis \ Uit               | E&O   | UNI   | WST   |
| ------------------------- | ----- | ----- | ----- |
| E&O 2                     |       | 24–25 |       |
| Buro Hollema/Unitas       |       |       | 23–23 |
| handbalshop.nl/Witte Ster | 20–20 |       |       |